# Балахтон
Балахтон — село в Козульском районе Красноярского края России. Административный центр Балахтонского сельсовета. 

## География
Находится на левом берегу реки Балахтон (приток реки Чулым), примерно в 20 км к юго-юго-западу от районного центра, посёлка Козулька, на высоте 287 метров над уровнем моря.

## Население
| 2010 |
| ---- |
| 602  |

По данным Всероссийской переписи, в 2010 году численность населения села составляла 602 человек (285 мужчин и 317 женщин).

## Улицы
Уличная сеть села состоит из 8 улиц.

## Учреждения
Есть школа, детский сад, 3 продовольственно-хозяйственных магазина, больничный пункт, почтовое отделение, аптека, дом культуры и библиотека.